# Monte Pelmo
De Monte Pelmo is een 3168 meter hoge berg in de Italiaanse Dolomieten.
De berg verrijst ten oosten van de Staulanzapas die het Valzoldana en Val Fiorentina met elkaar verbindt. Hij behoort tot de meest bekende en hoogste toppen van de Dolomieten. Tot in de vorige eeuw was de Monte Pelmo nog in bezit van een gletsjer, deze is echter door de opwarming van het klimaat geheel verdwenen.
In 1857 werd de berg als eerste hoge Dolomietentop beklommen. Op 19 september van dat jaar besteeg Sir John Ball -die later de eerste voorzitter van de Engelse alpenclub werd- de top met een gemzenjager uit het dal van de Boite.
De berg lijkt minder dan andere grote Dolomietentoppen bezaaid te zijn met historische klimroutes. Enkel de eerste beklimming van de noordwand door Simon en Rossi in 1924 maakte geschiedenis.
Enkele jaren geleden werd op de flank van de berg op 2050 meter hoogte een rotsblok gevonden met daarin de voetafdrukken van dinosauriërs. Deze plaats is vanuit de Staulanzapas in een uur te bereiken door de signalering Orme di Dinosauri te volgen.
In de Amsterdamse wijk Jordaan is sinds 1966 een ambachtelijke ijsfabriek gevestigd met de naam Monte Pelmo. In 2006 werd op hetzelfde adres (2e anjeliersdwarsstraat 15-17) ook een winkel geopend. Het ijs werd in de eerste jaren met name geleverd aan ijsventers, maar later ook aan restaurants, ijssalons en chocolateries in en rond Amsterdam. Zo is Monte Pelmo ook buiten Italië uitgegroeid tot een begrip voor velen. Tevens is de berg terug te vinden op de beschilderde wanden in de ijswinkel.